# Petrografia
A petrografia é um ramo da petrologia cujo objeto é a descrição das rochas  e a análise das suas características estruturais, mineralógicas e químicas.  Distingue-se da petrologia, disciplina que se interessa pelos mecanismos físicos, químicos e biológicos que formam e transformam as rochas. Aquele que estuda a petrografia é conhecido como petrógrafo.